# Гюрцених-оркестр
Гюрцених-оркестр (нем. Gürzenich-Orchester) — кёльнский симфонический оркестр.
Основан в 1827 г. как Кёльнское концертное общество (нем. Cölner Concert-Gesellschaft), c 1857 г. постоянно выступает в концертном зале Гюрцених, по которому и получил своё название. С 1986 г. работает под патронатом Кёльнской филармонии (иногда называется Кёльнским филармоническим оркестром).
Репутация Гюрцених-оркестра была особенно высока на рубеже XIX—XX веков, когда им были, в частности, осуществлены премьеры Концерта для скрипки и виолончели с оркестром Брамса (1887), симфонических поэм Рихарда Штрауса «Весёлые проказы Тиля Уленшпигеля» (1895) и «Дон Кихот» (1898), Пятой симфонии Густава Малера (1904).
Среди аудиозаписей — комплекты всех симфоний С.С. Прокофьева, Д.Д. Шостаковича и П.И. Чайковского под управлением Дмитрия Китаенко.

## Руководители оркестра
- Конрадин Крейцер (1840—1842)
- Генрих Дорн (1843—1849)
- Фердинанд Хиллер (1850—1884)
- Франц Вюльнер (1884—1902)
- Фриц Штайнбах (1903—1914)
- Герман Абендрот (1915—1934)
- Ойген Папст (1936—1944)
- Гюнтер Ванд (1946—1975)
- Юрий Аронович (1975—1986)
- Марек Яновский (1986—1990)
- Джеймс Конлон (1990—2002)
- Маркус Штенц (2003—2014)
- Франсуа Ксавье Рот (с 2015 г.)